# 萨维克赛拉吉·兰基雷迪
萨维克赛拉吉·兰基雷迪（英語：Satwiksairaj Rankireddy，2000年8月13日—），印度男子羽毛球運動員。2018年，他在2018年英聯邦運動會羽毛球比赛拿得團體赛冠軍，助印度队首次夺得冠军的主力成员之一；同时与奇拉格·谢提夺得了英联邦男子雙打金牌。

## 簡歷
2015年12月，萨维克赛拉吉·兰基雷迪分别與克利什那·普拉萨德·加拉加以及玛内沙·库卡帕利出戰印度羽毛球國際挑戰賽，在男雙準决赛以0比2（17-21、18-21）不敌赛会2号种子、同胞的普拉纳·杰里·乔普拉/艾谢·迪瓦卡；而混雙决赛以2比0（21-13、21-16）战胜了赛会2号种子、队友的阿伦·维什奴/阿帕娜·巴兰，贏得首個國際賽事冠軍。
2016年3月，萨维克赛拉吉·兰基雷迪與玛内沙·库卡帕利出戰波蘭羽毛球公開賽，在混雙準决赛以0比2（16-21、14-21）不敌马来西亚强档的陈健铭/賴沛君。同年6月，他分别與奇拉格·谢提以及玛内沙·库卡帕利出戰毛里裘斯羽毛球國際賽，在男雙决赛以2比0（21-12、21-16）击败了队友的杜鲁夫·卡皮拉/沙拉巴·夏爾馬，赢得冠軍；而混雙决赛以2比1（21-19、11-21、21-17）击败了赛会2号种子、跨国组合（马来西亚：约根德兰·克里希南/印度：普拉加克塔·沙旺特）赢得冠軍并且成为了本赛的双冠王。同年11月，他分别與奇拉格·谢提以及玛内沙·库卡帕利出戰印度羽毛球國際系列賽，在男雙决赛以3比2（8-11、11-5、7-11、11-8、11-5）力挫赛会头号种子、马来西亚的吳世飛/努·伊祖丁·穆罕默德·侞薩尼，赢得冠軍；而混雙决赛以3比1（5-11、11-8、12-10、11-8）击败了马来西亚的刘航益/謝宜希，赢得冠軍并且第二度成为了双冠得主。同期11月，他與奇拉格·谢提出戰印度羽毛球國際挑戰賽，在男雙决赛以3比1（10-12、11-9、11-7、11-5）击败了队友的阿琼·M·R/拉馬錢德蘭·斯洛，赢得冠軍。同年12月，他分别與奇拉格·谢提以及玛内沙·库卡帕利出戰孟加拉羽毛球國際挑戰賽，在男雙决赛以2比1（17-21、21-7、21-8）击败了队友的M. Anilkumar Raju/文卡特·戈拉夫·普拉萨德，赢得冠軍；而混雙决赛以2比0（21-12、21-12）击败了赛会3号种子、泰国的塔努帕·威里扬恭/探苏达·翁娅，赢得冠軍，值得一提的这也是他個人第三次登顶双冠王的冠軍宝座。
2017年3月，萨维克赛拉吉·兰基雷迪與奇拉格·谢提出戰越南羽毛球國際挑戰賽，在男雙决赛以2比1（17-21、21-9、21-15）力克赛会5号种子、泰国的特拉武特·波提恩/南塔卡恩·耶特派颂，赢得冠軍。接着8月，他參加苏格兰格拉斯哥舉行的世界羽毛球錦標賽，他和玛内沙·库卡帕利出戰混合双打項目。首圈以2比0 （24-22、21-17）险胜香港的譚進希/吳芷柔。但在次圈以0比2（20-22、18-21）不敌赛会14号种子、丹麦组合的马蒂亚斯·克里斯蒂安森 /萨拉·蒂格森，32强止步。随后10月，他與阿什维尼·蓬纳帕出戰荷蘭羽毛球大獎賽，在混雙準决赛以0比2（14-21、18-21）不敌赛会8号种子、英格兰的马库斯·埃利斯/劳伦·史密斯。
2018年1月，萨维克赛拉吉·兰基雷迪與奇拉格·谢提出戰印尼羽毛球大師賽，在男雙準决赛以0比2（14-21、11-21）不敌赛会头号种子、世界第一的马库斯·费尔纳尔迪·吉德翁/凯文·桑加亚·苏卡穆约。同年4月，他代表印度参加澳大利亚昆士蘭州黃金海岸举办的英聯邦運動會羽毛球比賽，他分别與奇拉格·谢提以及阿什维尼·蓬纳帕征战男子雙打和混合雙打的兼项比赛。在率先进行的团体赛，印度队赢得了历史性的突破夺得金牌；在男雙决赛以0比2（13-21、16-21）不敌赛会3号种子、英格兰的马库斯·埃利斯/克里斯·兰格瑞奇，赢得英联邦男子雙打银牌；而混雙季軍戰以0比2（19-21、19-21）不敌赛会8号种子、马来西亚强档的陳炳順/吳柳螢，赢得第四名。
2023年7月，薩維克賽拉吉·蘭基雷迪以每小時565公里的殺球速度，打破了由陳文宏保持的殺球最快的金氏世界紀錄，成為新的世界紀錄保持者。

## 主要比賽成績
只列出曾進入準決賽的國際賽事成績：
| 年份   | 賽事                   | 公開賽級別 | 項目     | 拍檔                     | 成績   |
| ------ | ---------------------- | ---------- | -------- | ------------------------ | ------ |
| 2015年 | 印度羽毛球國際挑戰賽   | 國際挑戰賽 | 男子雙打 | 克利什那·普拉萨德·加拉加 | 準決賽 |
| 2015年 | 印度羽毛球國際挑戰賽   | 國際挑戰賽 | 混合雙打 | 玛内沙·库卡帕利          | 冠軍   |
| 2016年 | 亞洲羽毛球團體錦標賽   | 其他       | 男子團體 | －                       | 季軍   |
| 2016年 | 波蘭羽毛球公開賽       | 國際挑戰賽 | 混合雙打 | 玛内沙·库卡帕利          | 準決賽 |
| 2016年 | 毛里裘斯羽毛球國際賽   | 國際系列賽 | 男子雙打 | 奇拉格·谢提              | 冠軍   |
| 2016年 | 毛里裘斯羽毛球國際賽   | 國際系列賽 | 混合雙打 | 玛内沙·库卡帕利          | 冠軍   |
| 2016年 | 印度羽毛球國際系列賽   | 國際系列賽 | 男子雙打 | 奇拉格·谢提              | 冠軍   |
| 2016年 | 印度羽毛球國際系列賽   | 國際系列賽 | 混合雙打 | 玛内沙·库卡帕利          | 冠軍   |
| 2016年 | 印度羽毛球國際挑戰賽   | 國際挑戰賽 | 男子雙打 | 奇拉格·谢提              | 冠軍   |
| 2016年 | 孟加拉羽毛球國際挑戰賽 | 國際挑戰賽 | 男子雙打 | 奇拉格·谢提              | 冠軍   |
| 2016年 | 孟加拉羽毛球國際挑戰賽 | 國際挑戰賽 | 混合雙打 | 玛内沙·库卡帕利          | 冠軍   |
| 2017年 | 越南羽毛球國際挑戰賽   | 國際挑戰賽 | 男子雙打 | 奇拉格·谢提              | 冠軍   |
| 2017年 | 荷蘭羽毛球大獎賽       | 大獎賽     | 混合雙打 | 阿什维尼·蓬纳帕          | 準決賽 |
| 2018年 | 印尼羽毛球大師賽       | 超級500賽  | 男子雙打 | 奇拉格·谢提              | 準決賽 |
| 2018年 | 英聯邦運動會羽毛球比賽 | 其他       | 混合團體 | －                       | 金牌   |
| 2018年 | 英聯邦運動會羽毛球比賽 | 其他       | 男子雙打 | 奇拉格·谢提              | 銀牌   |
| 2018年 | 英聯邦運動會羽毛球比賽 | 其他       | 混合雙打 | 阿什维尼·蓬纳帕          | 第四名 |
| 2018年 | 海得拉巴羽毛球公開賽   | 超級100賽  | 男子雙打 | 奇拉格·謝提              | 冠軍   |
| 2018年 | 法國羽毛球公開賽       | 超級750賽  | 男子雙打 | 奇拉格·謝提              | 準決賽 |
| 2018年 | 西德·莫迪羽毛球國際賽  | 超級300賽  | 男子雙打 | 奇拉格·謝提              | 亞軍   |
| 2018年 | 西德·莫迪羽毛球國際賽  | 超級300賽  | 混合雙打 | 阿什维尼·蓬纳帕          | 準決賽 |
| 2019年 | 巴西羽毛球國際挑戰賽   | 國際挑戰賽 | 男子雙打 | 奇拉格·谢提              | 冠軍   |
| 2019年 | 丹麥羽毛球國際賽       | 國際挑戰賽 | 男子雙打 | 奇拉格·谢提              | 準決賽 |
| 2019年 | 泰國羽毛球公開賽       | 超級500賽  | 男子雙打 | 奇拉格·谢提              | 冠軍   |
| 2019年 | 法國羽毛球公開賽       | 超級750賽  | 男子雙打 | 奇拉格·谢提              | 亞軍   |
| 2019年 | 中國福州羽毛球公開賽   | 超級750賽  | 男子雙打 | 奇拉格·谢提              | 準決賽 |
| 2020年 | 亞洲羽毛球團體錦標賽   | 其他       | 男子團體 | －                       | 季軍   |
| 2020年 | TOYOTA泰國羽毛球公開賽 | 超級1000賽 | 男子雙打 | 奇拉格·谢提              | 準決賽 |
| 2020年 | TOYOTA泰國羽毛球公開賽 | 超級1000賽 | 混合雙打 | 阿什维尼·蓬纳帕          | 準決賽 |
| 2021年 | 瑞士羽毛球公開賽       | 超級300賽  | 男子雙打 | 奇拉格·谢提              | 準決賽 |
| 2021年 | 印尼羽毛球公開賽       | 超級1000賽 | 男子雙打 | 奇拉格·谢提              | 準決賽 |
| 2022年 | 印度羽毛球公開賽       | 超級500賽  | 男子雙打 | 奇拉格·谢提              | 冠軍   |
| 2022年 | 湯姆斯盃               | 其他       | 男子團體 | －                       | 冠軍   |
| 2022年 | 英聯邦運動會羽毛球比賽 | 其他       | 混合團體 | －                       | 銀牌   |
| 2022年 | 英聯邦運動會羽毛球比賽 | 其他       | 男子雙打 | 奇拉格·谢提              | 金牌   |
| 2022年 | 世界羽毛球錦標賽       | 其他       | 男子雙打 | 奇拉格·谢提              | 季軍   |
| 2022年 | 法國羽毛球公開賽       | 超級750賽  | 男子雙打 | 奇拉格·謝提              | 冠軍   |
| 2023年 | 馬來西亞羽毛球公開賽   | 超級1000賽 | 男子雙打 | 奇拉格·謝提              | 準決賽 |
| 2023年 | 瑞士羽毛球公開賽       | 超級300賽  | 男子雙打 | 奇拉格·謝提              | 冠軍   |
| 2023年 | 亞洲羽毛球錦標賽       | 其他       | 男子雙打 | 奇拉格·謝提              | 冠軍   |
| 2023年 | 印尼羽毛球公開賽       | 超級1000賽 | 男子雙打 | 奇拉格·謝提              | 冠軍   |
| 2023年 | 韓國羽毛球公開賽       | 超級500賽  | 男子雙打 | 奇拉格·謝提              | 冠軍   |
| 2023年 | 亞洲運動會羽毛球比賽   | 其他       | 男子團體 | －                       | 銀牌   |
| 2023年 | 亞洲運動會羽毛球比賽   | 其他       | 男子雙打 | 奇拉格·謝提              | 金牌   |
| 2023年 | 中國羽毛球大師賽       | 超級750賽  | 男子雙打 | 奇拉格·謝提              | 亞軍   |
| 2024年 | 馬來西亞羽毛球公開賽   | 超級1000賽 | 男子雙打 | 奇拉格·謝提              | 亞軍   |
| 2024年 | 印度羽毛球公開賽       | 超級750賽  | 男子雙打 | 奇拉格·謝提              | 亞軍   |
| 2024年 | 法國羽毛球公開賽       | 超級750賽  | 男子雙打 | 奇拉格·謝提              | 冠軍   |
| 2024年 | 泰國羽毛球公開賽       | 超級500賽  | 男子雙打 | 奇拉格·謝提              | 冠軍   |
| 2024年 | 中國羽毛球大師賽       | 超級750賽  | 男子雙打 | 奇拉格·謝提              | 準決賽 |
| 2025年 | 馬來西亞羽毛球公開賽   | 超級1000賽 | 男子雙打 | 奇拉格·謝提              | 準決賽 |
| 2025年 | 印度羽毛球公開賽       | 超級750賽  | 男子雙打 | 奇拉格·謝提              | 準決賽 |
| 2025年 | 新加坡羽毛球公開賽     | 超級750賽  | 男子雙打 | 奇拉格·謝提              | 準決賽 |
| 2025年 | 中國羽毛球公開賽       | 超級1000賽 | 男子雙打 | 奇拉格·謝提              | 準決賽 |

| 2007-2017年 | 首要超級賽 | 超級賽 | 黃金大獎賽 | 大獎賽 | 國際挑戰賽 | 國際系列賽 | 未來系列賽 | 其他 |

| 2018-2026年 | 總決賽 | 超級1000賽 | 超級750賽 | 超級500賽 | 超級300賽 | 超級100賽 | 國際挑戰賽 | 國際系列賽 | 未來系列賽 | 其他 |

### 世界冠軍頭銜
萨维克赛拉吉·兰基雷迪在羽毛球生涯中共奪得1項羽毛球世界冠軍頭銜。
| 賽事     | 奪冠次數 | 年份               |
| -------- | -------- | ------------------ |
| 湯姆斯盃 | 1        | 2022年（男子團體） |
| 總計     | 1        |                    |

### 奧運會和世錦賽參賽紀錄
|          | 搭檔            | 2017 | 2018 | 2019  | 2020       | 2021 | 2022 | 2023 | 2024 |
| -------- | --------------- | ---- | ---- | ----- | ---------- | ---- | ---- | ---- | ---- |
| 男子雙打 | 奇拉格·谢提     | 64強 | 32強 | 32強1 | 小組第三名 | 16強 | 季軍 | 8強  | 8強  |
|          |                 |      |      |       |            |      |      |      |      |
| 混合雙打 | 玛内沙·库卡帕利 | 32強 | －   | －    | －         | －   | －   | －   | －   |
| 混合雙打 | 阿什维尼·蓬纳帕 | －   | 8強  | 64強1 | －         | －   | －   | －   | －   |

1賽前退賽